# Walambianisops
Walambianisops is een geslacht van wantsen uit de familie van de Notonectidae (Bootsmannetjes). Het geslacht werd voor het eerst wetenschappelijk beschreven door Lansbury in 1984.

## Soorten
Het genus is monotypisch en bevat alleen de volgende soort:

- Walambianisops wandjina Lansbury, 1984